# 南雲郷
南雲郷（なぐもごう、なぐものごう）は、室町時代から戦国時代にかけて上野国勢多郡（現在の群馬県渋川市）にあった郷。奈雲・名雲とも表記した。

## 概要
群馬県中部の沼尾川流域と利根川左岸地域にあり、現在の渋川市赤城町長井小川田から赤城町敷島にかけての地域にあたる。上杉氏上州所領目録に「林庄之内 名雲郷半分」とあり、拝志庄に属したことが知られる。
室町時代に上野守護上杉氏の所領に編入され、実質的な支配は上杉氏の家宰である長尾氏があたり、地内の土豪は永禄年間（1558年-1570年）まで長尾氏に属した。天正年間（1573年-1592年）になると利根川左岸を北上する小田原北条氏に属し、倉内城（現在の沼田市西倉内町）の真田氏と対立した。当地の土豪は狩野氏を筆頭とする南雲地衆に編成され、地内には長井坂城・津久田城・猫城など山麓崖上の城砦群が形成されていた。
江戸時代には、長井小川田村に沼田街道の南雲宿があり、長井小川田村は南雲村とも称した。現在も長井小川田を南雲と通称する。長井小川田には南雲簡易郵便局があり、棚下砦は南雲御殿砦とも称した。